# Alex Kim
Alex Kim (ur. 20 grudnia 1978 w Silver Spring) – amerykański tenisista.

## Kariera tenisowa
Karierę tenisową Kim rozpoczął w 2000 roku, a zakończył w 2004 roku.
Jako zawodowy tenisista raz wygrał zawody rangi ITF Men’s Circuit oraz trzykrotnie triumfował w rozgrywkach kategorii ATP Challenger Tour. W turniejach wielkoszlemowych najlepszym wynikiem Kima jest awans do III rundy Australian Open 2002. Wyeliminował po drodze Davide Sanguinettiego oraz Jewgienija Kafielnikowa, który wówczas był na czwartym miejscu w rankingu światowym. Amerykanin odpadł z rywalizacji po porażce z Fernando Gonzálezem.
W 2003 roku Kim zdobył brązowy medal w grze pojedynczej podczas igrzysk panamerykańskich w Santo Domingo.
W rankingu singlowym Kim najwyżej był na 106. miejscu (10 czerwca 2002), a w klasyfikacji deblowej na 264. pozycji (20 października 2003).

### Zwycięstwa w turniejach ATP Challenger Tour

#### Gra pojedyncza (3)
| Nr | Data                 | Turniej    | Nawierzchnia | Przeciwnik w finale | Wynik finału  |
| 1. | 14 października 2001 | Kerrville  | Twarda       | Mardy Fish          | 6:3, 3:6, 6:4 |
| 2. | 12 maja 2002         | Birmingham | Ceglana      | Cecil Mamiit        | 7:6(9), 6:2   |
| 3. | 5 października 2003  | Fresno     | Twarda       | Jeff Morrison       | 7:5, 7:6(6)   |